# Skepp ohoj! (film, 1924)
Skepp ohoj! (engelska: The Navigator) är en amerikansk komedifilm från 1924 i regi av Buster Keaton och Donald Crisp. Huvudrollen spelas av Keaton.

## Handling
Rollo bestämmer sig för att fria till sin käresta Betsy och segla till Hawaii. När hon avvisar honom bestämmer han sig för att åka ensam, men han går ombord på fel fartyg, "The Navigator", som ägs av Betsys far. Omedveten om detta går Betsy ombord på fartyget för att leta efter sin far. Olyckligtvis har några spioner tagit honom till fånga och lossat på fartyget. The Navigator driver ut till havs med de två bortskämda miljonärerna ombord.

## Om filmen
Filmen innehåller några av de mest utvecklade och välkända stuntscenerna av Keaton. Det riktiga fartyget som används i filmen var USAT Buford, ett passagerarfartyg som också fungerade som ett trupptransportfartyg under första världskriget. När det var planerat att skeppet skulle skrotas, köpte Keaton det för att använda det som rekvisita.

## Rollista
- Buster Keaton – Rollo Treadway
- Frederick Vroom – John O'Brien
- Kathryn McGuire – Betsy O'Brien
- Clarence Burton – spion
- H.N. Clugston – spion
- Noble Johnson – kock